# Scleranthelia rugosa
Scleranthelia rugosa är en korallart som beskrevs av Pourtalès 1867. Scleranthelia rugosa ingår i släktet Scleranthelia och familjen Clavulariidae. Inga underarter finns listade i Catalogue of Life.